# ARNsn U12

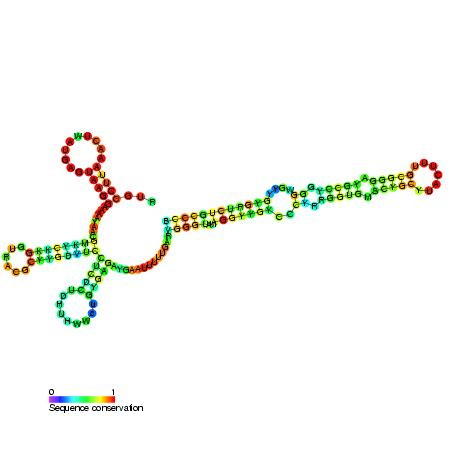
Un ARNsn U12. Les parties rouges sont les parties invariantes.

L’ARNsn U12 est un petit ARN nucléaire (snRNA ou ARNpn) non codant entrant dans la composition des petites ribonucléoprotéines nucléaires U12.
Avec U4atac/U6atac, U5 et ARNsn U11 et des protéines associées, il forme un splicéosome mineur qui clive une classe de faible abondance d'introns d'ARN pré-messagers. Bien que la séquence nucléotidique de U12 soit très différente de celle de l'ARNsn U2, ils sont tous les deux fonctionnellement analogues. La structure secondaire de U12 a été publiée, mais l'unique épingle à cheveux alternative située à l'extrémité 3' dans le schéma ci-contre semble mieux correspondre à la séquence de Drosophila melanogaster et d'Arabidopsis thaliana.